# Straße von Bonifacio
Die Straße von Bonifacio (lat. Gallicum bzw. Taphros Fretum, italienisch Bocche di Bonifacio, französisch Bouches de Bonifacio) ist die Meerenge zwischen Korsika und Sardinien, benannt nach der korsischen Küstenstadt Bonifacio. Der etwa zwölf Kilometer breite und bis zu 70 Meter tiefe Durchlass ist bei den Seefahrern gefürchtet wegen seiner widrigen Witterungsbedingungen, Meeresströmungen, Untiefen, Felsen, Riffe und anderer Hindernisse. An der Straße liegen die zahlreichen Eilande der Îles Lavezzi und des La-Maddalena-Archipels. 
Das bekannteste Schiffsunglück in der Straße von Bonifacio war der Untergang der französischen Fregatte Sémillante am 15. Februar 1855. Das Schiff geriet bei Sturm und schwerer See auf ein Riff und sank mit 693 Menschen an Bord, davon etwa 400 Soldaten. Niemand überlebte das Desaster. Zum Gedenken an dieses Unglück befindet sich in den Lavezzi-Klippen ein Denkmal.
Die Fauna ist außergewöhnlich reichhaltig, hier leben etwa 1.745 Tierarten (Stand: 2011). Die hohen Kalksteinklippen unterhalb von Bonifacio sind eine seltene und eindrucksvolle Sehenswürdigkeit. Seit 2002 steht die Meeresstraße von Bonifacio auf der Vorschlagsliste Frankreichs zum UNESCO-Welterbe. Außerdem ist die Straße von Bonifacio Teil der europäischen Meeresstraßeninitiative (European Straits Initiative – ESI), die 2009 ins Leben gerufen wurde und acht europäische Meeresstraßen von der Ostsee bis zum Mittelmeer umfasst.

## Umweltschutz
Nach einem Tankerunglück im Jahre 1993 wurde die Durchfahrt zwischen den beiden Inseln für französische und italienische Schiffe mit gefährlicher Ladung gesperrt.
Im Juni 2010 unterzeichneten die italienische Umweltministerin Stefania Prestigiacomo und ihr französischer Kollege Jean-Louis Borloo auf Sardinien die Absichtserklärung für ein grenzüberschreitendes Meerschutzgebiet in der Meerenge zwischen Korsika und Sardinien.
Nachdem die Londoner International Maritime Organization (IMO) die besondere Schutzwürdigkeit des Gebietes untersucht und bestätigt hatte, erklärte im August 2011 die französische Umweltministerin Nathalie Kosciusko-Morizet die Straße von Bonifacio zur „Zone Maritime Particulièrement Vulnérable (ZMPV)“ (engl.: „Particularly Sensitive Sea Area (PSSA)“), also zum besonders gefährdeten Meeresgebiet. Dieser Rechtsstatus erlaubt es den Küstenstaaten Frankreich und Italien, Schutzmaßnahmen wie Lotsenpflicht und das Steuern von Gefahrgutverkehr durchzuführen, was die Schiffe aller Drittstaaten einschließt.

## Bildergalerie

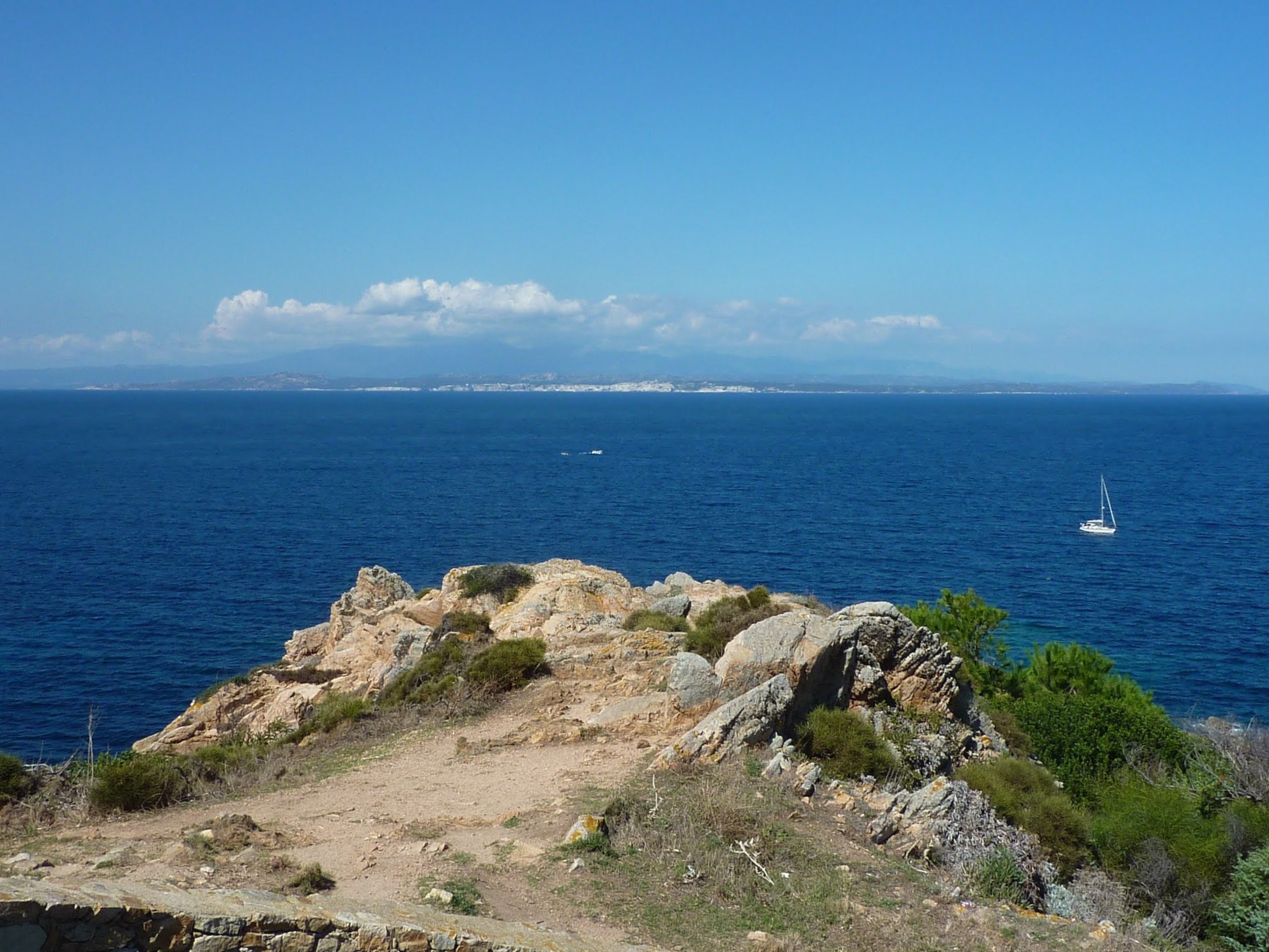
Straße von Bonifacio vom Capo Testa in Santa Teresa Gallura Sardinien
Aussicht von Capo Pertusato (Korsika); am Horizont Sardinien
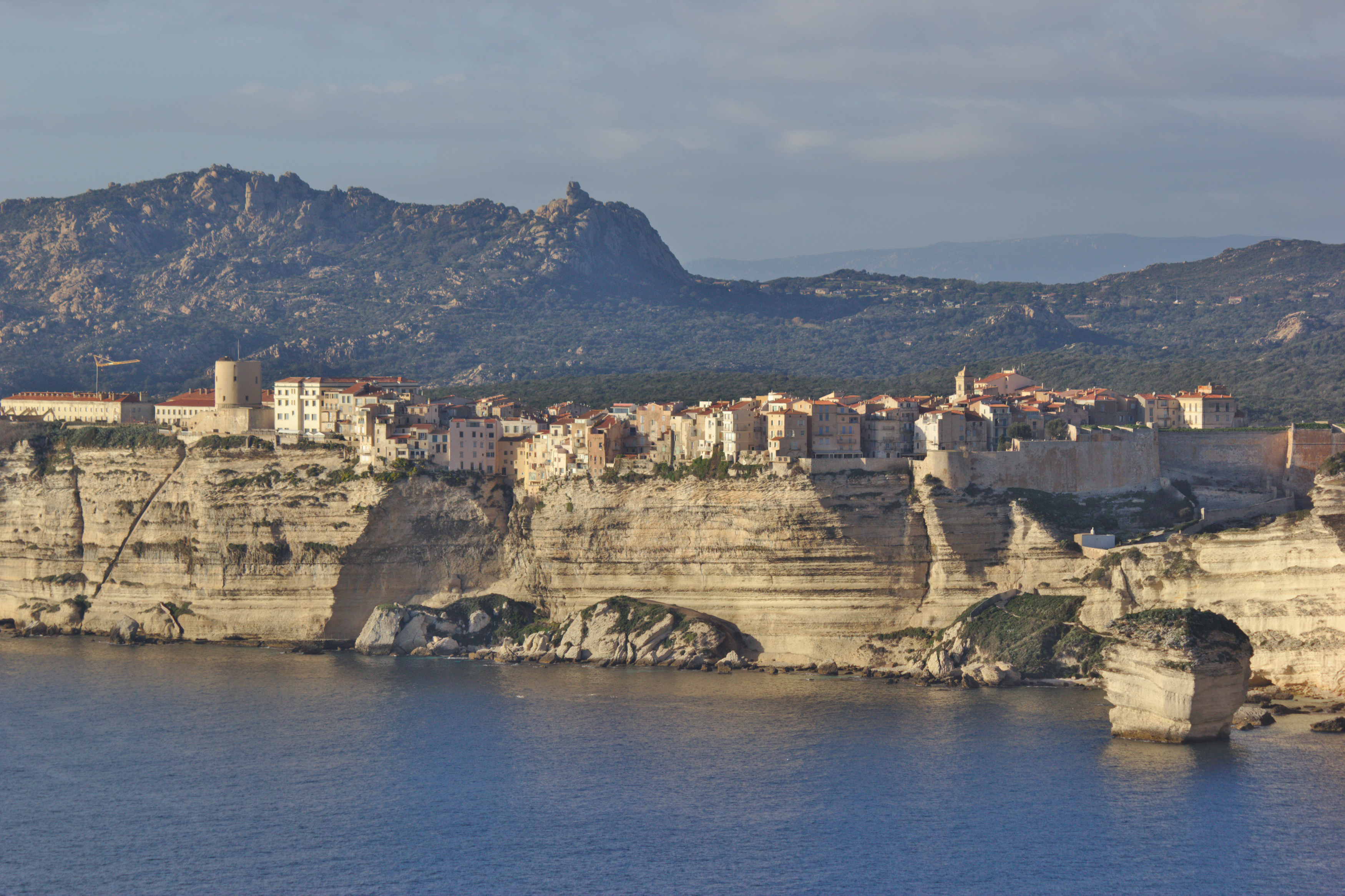
Bonifacio auf dem Kalksteinkliff
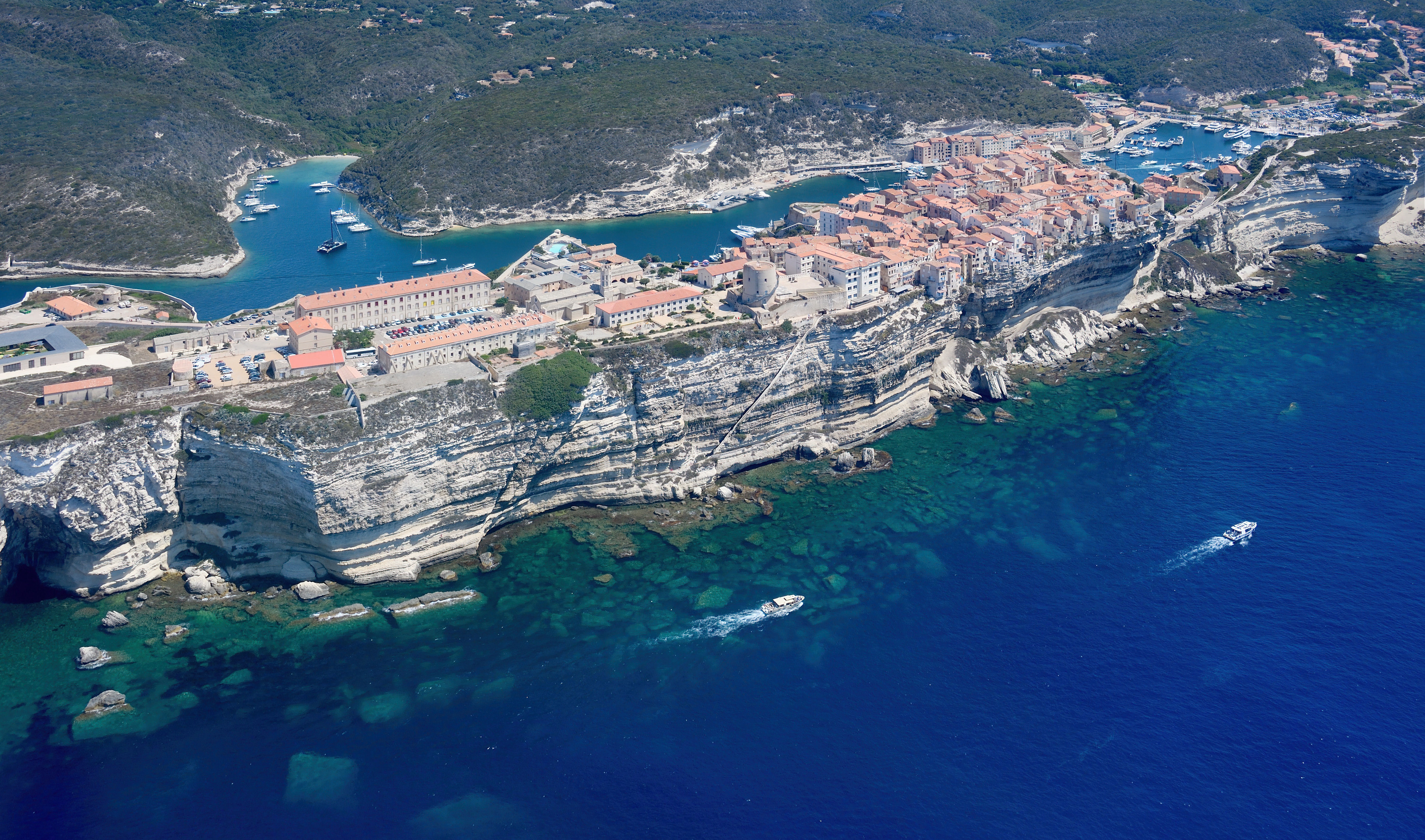
Luftaufnahme von Bonifacio
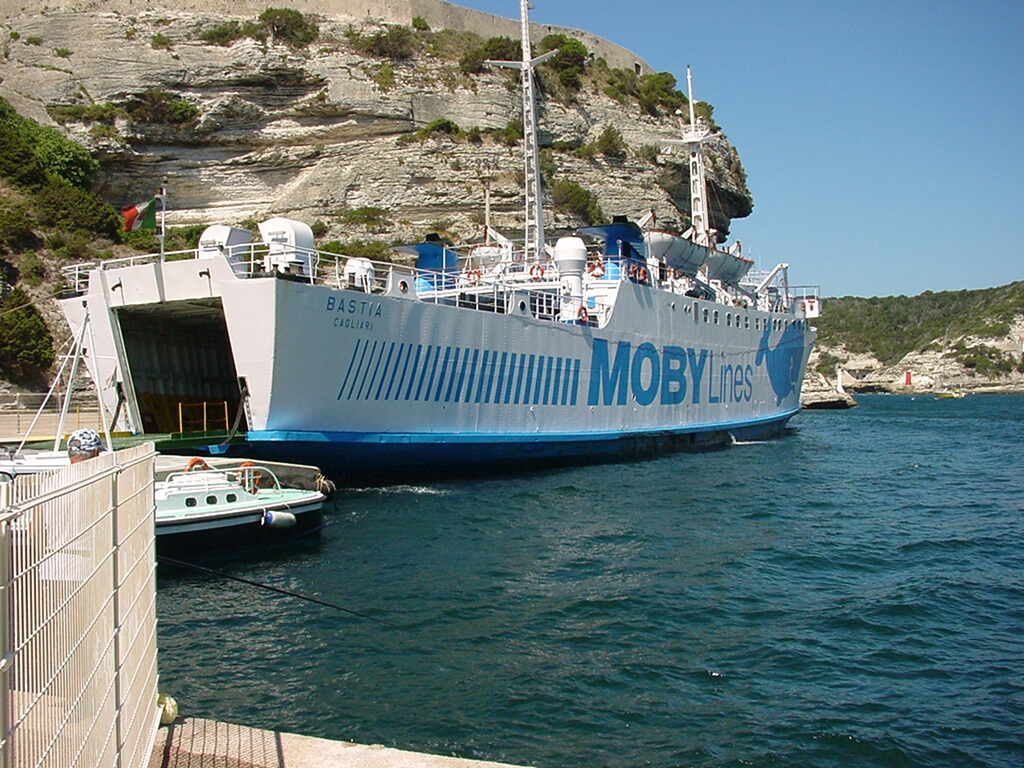
Anlegestelle der Fähre von Bonifacio nach Sardinien (2003)
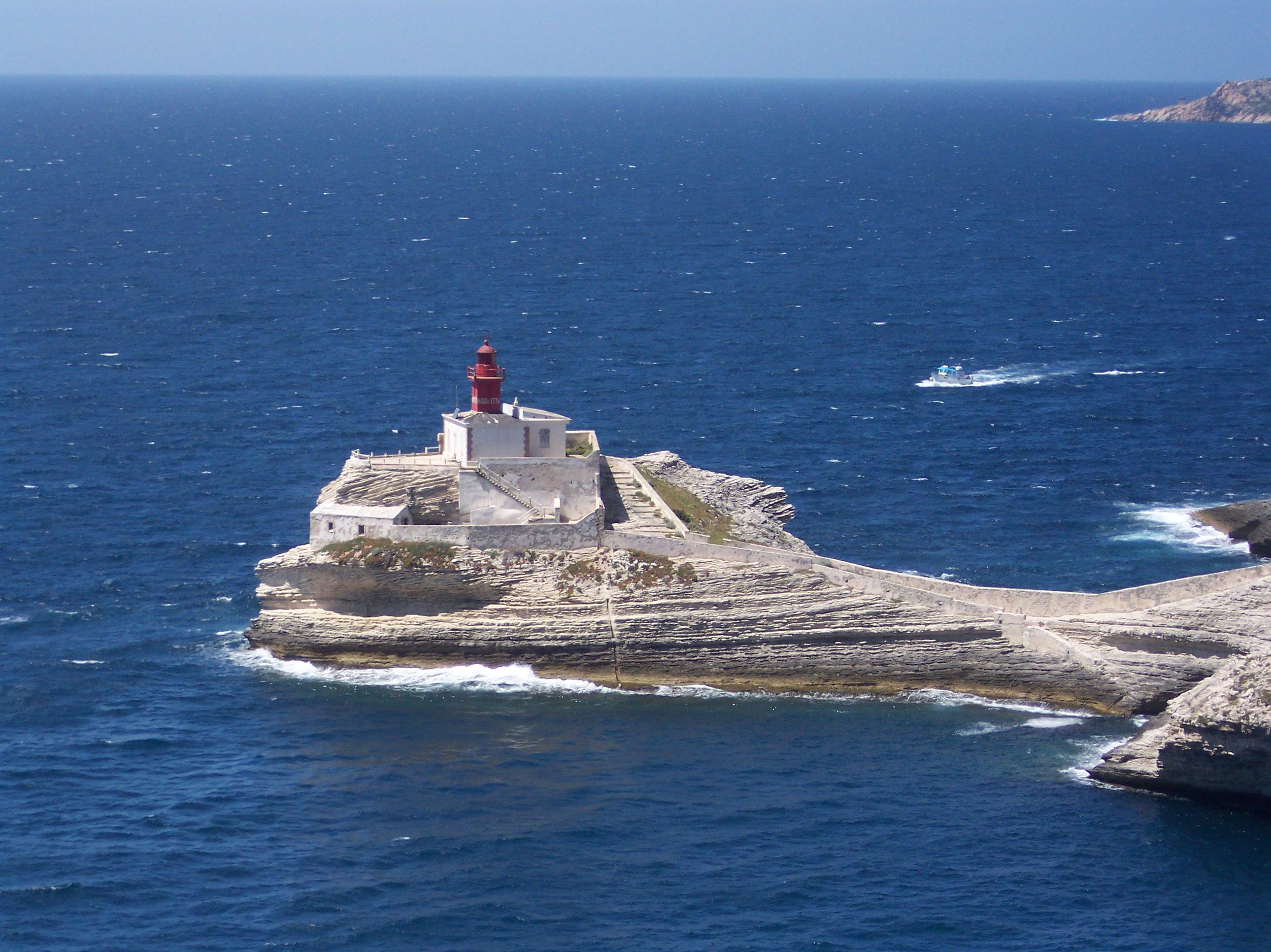
Leuchtturm

## Film
- Trauminseln im Mittelmeer. Naturpark zwischen Korsika und Sardinien. Dokumentarfilm, Deutschland, 2003, 42:50 Min., Buch und Regie: Andrea Maggi, Produktion: Aldabra Productions, NDR Naturfilm, Inhaltsangabe von ARD.